# Empalme Olmos
Empalme Olmos es una localidad uruguaya del departamento de Canelones. Es además sede del municipio homónimo.

## Geografía
La localidad se encuentra ubicada en la zona centro sur del departamento de Canelones, sobre la ruta 82 y próximo a la ruta 8 en su km 37.5. Las ciudades más cercanas son Pando (7 km) y  Salinas (12 km), mientras que la capital departamental Canelones se encuentra a 47 km.

## Historia

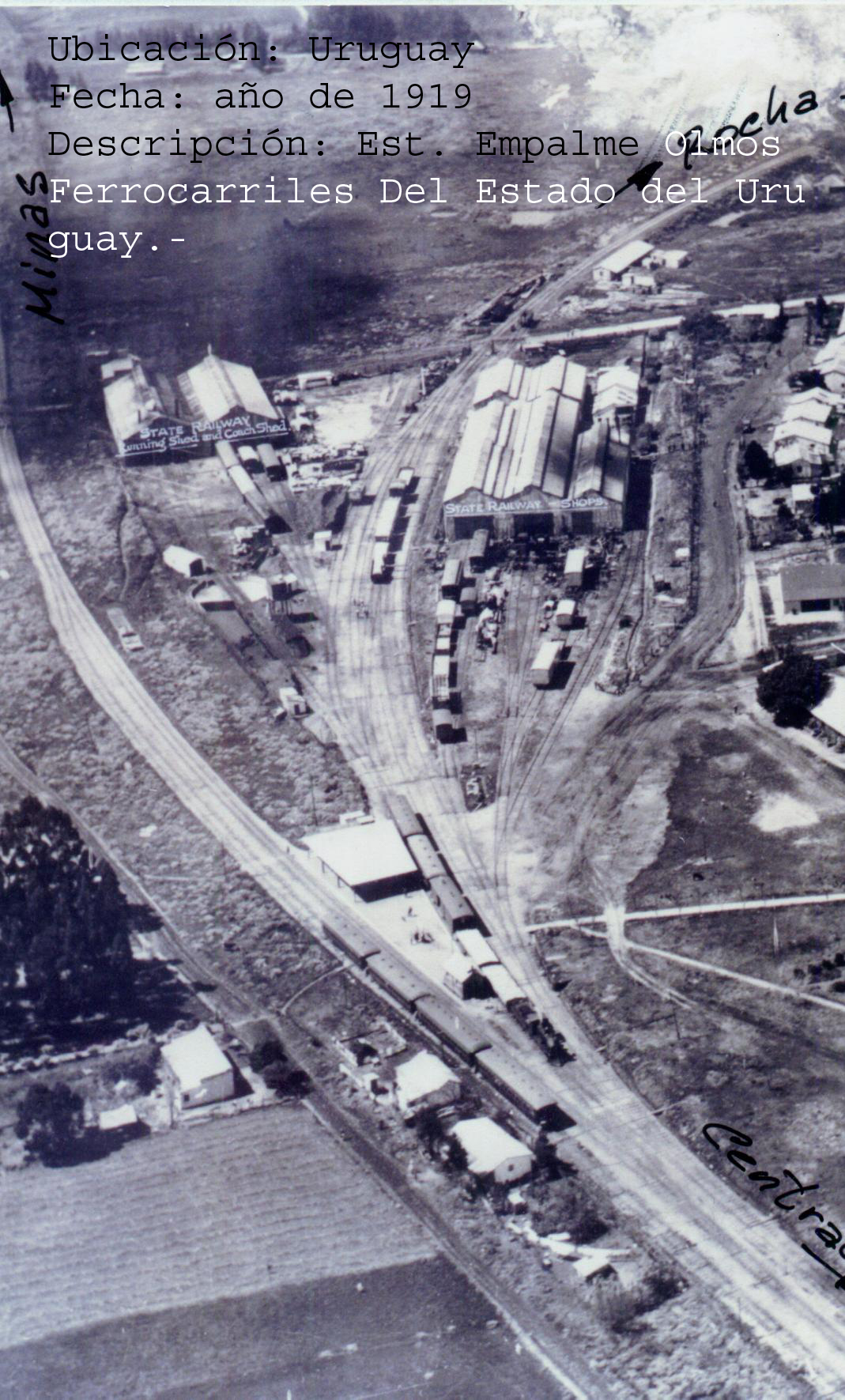
Estación Sudriers en 1919.

El primer asentamiento moderno data del siglo XIX aunque su establecimiento definitivo está relacionado con la instalación del ferrocarril. Si bien se pueden encontrar referencias al paraje desde 1726, en el reparto de tierras a los primeros pobladores de Montevideo, que realizó Pedro Millán.
La historia de Empalme Olmos comienza en 1890 cuando en la zona comenzaron los trabajos para construir el empalme de la ya existente línea férrea denominada North Eastern Uruguay Railway (Ferrocarril a Minas desde 1889), con una nueva línea hacia el este (Maldonado y Rocha) que se denominaba Uruguay Great Eastern Railway (UGER). Los campos ubicados en la séptima sección judicial del departamento de Canelones, donde se llevaban a cabo estos trabajos fueron donados por Octavio Olmos, es así que en agradecimiento a él, el lugar pasó a denominarse Empalme Olmos. Poco tiempo después en el mismo lugar se construyó una precaria estación, y más tarde en 1890 se construyeron algunos galpones que oficiaban como talleres, donde las empresas realizaban la reparación y mantenimiento del material rodante.
En 1894 y luego de que la empresa Uruguay Great Eastern Railway abandonara los trabajos en la línea a Rocha por conflictos con el Estado, la empresa North Eastern Uruguay Railway retoma esos trabajos. Esto llevó a la ampliación de los talleres en el empalme, atrayendo nuevos pobladores a la zona. Además la propia empresa construyó viviendas y oficinas para su personal.
Finalmente el 21 de mayo de 1895 se inauguró el tramo entre Empalme Olmos y la estación La Sierra (hoy Gregorio Aznárez), la que sería destino de línea hasta el año 1909. En ese mismo año la empresa decidió además instalar allí sus grandes talleres, encargados de la reparación y mantenimiento de todo el material perteneciente a la línea.
Es así que por convención se toma la fecha del 21 de mayo de 1895 como fecha de fundación de la localidad de Empalme Olmos, ya que fue el tren y las compañías las que atrajeron a sus pobladores.
El 1 de enero de 1919 la línea pasa a manos del Estado, mientras que en 1920 se creó la Administración de Ferrocarriles y Tranvías del Estado (AFE), por lo que la línea pasó a ser administrada por este organismo. Para ese momento Empalme Olmos era un próspero pueblo que ya contaba con varios comercios. Por lo que hoy es la ruta 8, pasaba en aquel entonces el camino a Maldonado, el cual se unía a la localidad a través de un modesto camino que posteriormente se convertiría en la actual Avda. Luis A. De Herrera. Este camino pasó a ser de cemento para el año 1926, material fue importado desde Alemania.
En 1931 se inauguró el actual edificio de la escuela en predio donado por la FTE, mientras que el servicio de energía eléctrica para toda la población llegó en 1934, ya que hasta ese momento la empresa de ferrocarril suministraba corriente a las viviendas de sus empleados. En 1935 se inaugura el actual edificio del Club Social Uruguayo del Este, centro de la actividad social del pueblo.
El 26 de marzo de 1937 comenzó a funcionar en la localidad una empresa de azulejos, cuyos pioneros fueron Carlos von Metzen von Bülow, Ricardo Rodolfo Bayer y su hijo Rodolfo Ricardo. Más tarde en 1942 con la expansión de la compañía surge la marca Olmos. En 1945 Oscar Sena pasa a formar parte de la compañía, surgiendo así Metzen y Sena. En años posteriores esta empresa local pasó a producir además, porcelana sanitaria y vajilla de porcelana.
El 24 de abril de 1944 la estación Empalme Olmos cambió su nombre al de Estación Ingeniero Víctor Sudriers. En 1953 se desmanteló gran parte de los talleres trasladándose toda la actividad a los talleres de Peñarol, ya que para el año 1949 se había llevado a cabo la fusión de los ferrocarriles británicos adquiridos en 1949, con los Ferrocarriles y Tranvías del Estado y se había creado la Administración de Ferrocarriles del Estado (AFE). Estos talleres fueron reabiertos el 28 de octubre de 1975 pero con un número inferior de trabajadores.
En 1961 se termina de construir la Parroquia Santa Rosa de Lima, centro religioso de la localidad. El 26 de febrero de 1971 OSE inaugura la red de distribución de agua potable con una longitud de 1500 metros y su tanque de depósito con 40.000 litros de capacidad.  En 1987 se oficializa el Liceo de Empalme Olmos. El 2 de enero de 1988 se suprimen todos los servicios de trenes de pasajeros generando problemas de transporte. En 1990 comienzan los cursos de la UTU a formar jóvenes para distintas especialidades.
En mayo de 2010 se inauguró el espacio que posteriormente por iniciativa de varios vecinos pasó a llamarse plaza Alfredo Zitarrosa. La misma está sobre la Avda. Herrera en pleno centro de la localidad y por su disposición y ornato se ha constituido en el punto de reunión para actos y fiestas. La plaza cuenta con una ciclovía, puente y faroles de iluminación holandeses.

## Población
Según el censo de 2023 la localidad contaba con una población de 4 921 habitantes.
| 1 973         | 2 108 | 3 144 | 3 615 | 3 978 | 4 199 | 4 921 |
| (Fuente: INE) |       |       |       |       |       |       |

## Economía
La fábrica de cerámicas de Metzen y Sena ocupaba un lugar preponderante en la economía local, empleando a más de 750 personas directamente. El 1 de julio del 2013 retoma la producción de cerámicas bajo el modelo de gestión cooperativa en manos de sus trabajadores, CTC Empalme Olmos.
Hoy la localidad es centro de una rica zona agrícola que ha crecido y se desarrollado mucho en el último tiempo. En la localidad se producen sobre todo boniatos, papas, frutas, tomates, arvejas, zanahorias, verduras de hoja y son importantes las vides y las bodegas. Recientemente se ha incorporado la actividad forestal. La Asociación de Productores Rurales de Canelones tiene su sede en este pueblo. La producción pecuaria y lechera es importante, son varios los tambos que remiten su producción a la cooperativa lechera Conaprole así como los criaderos de cerdos, cabras, pollos y gallinas.[cita requerida]
Desde 2010 está trabajando una Mesa de Desarrollo Local con el trabajo de asistentes sociales y la participación de la Universidad de la República, el MIDES, INEFOP, BROU, y la Comuna. Pretende el desarrollo económico a través de la generación de emprendedores, fomentando a artesanos, agricultores, ganaderos y demás iniciativas. 
El principal empleador de la localidad es el sector de servicios: comercios, almacenes, farmacias, etc. Después están los empleadores públicos: educación primaria, educación secundaria, la intendencia, etc.[cita requerida]

## Servicios

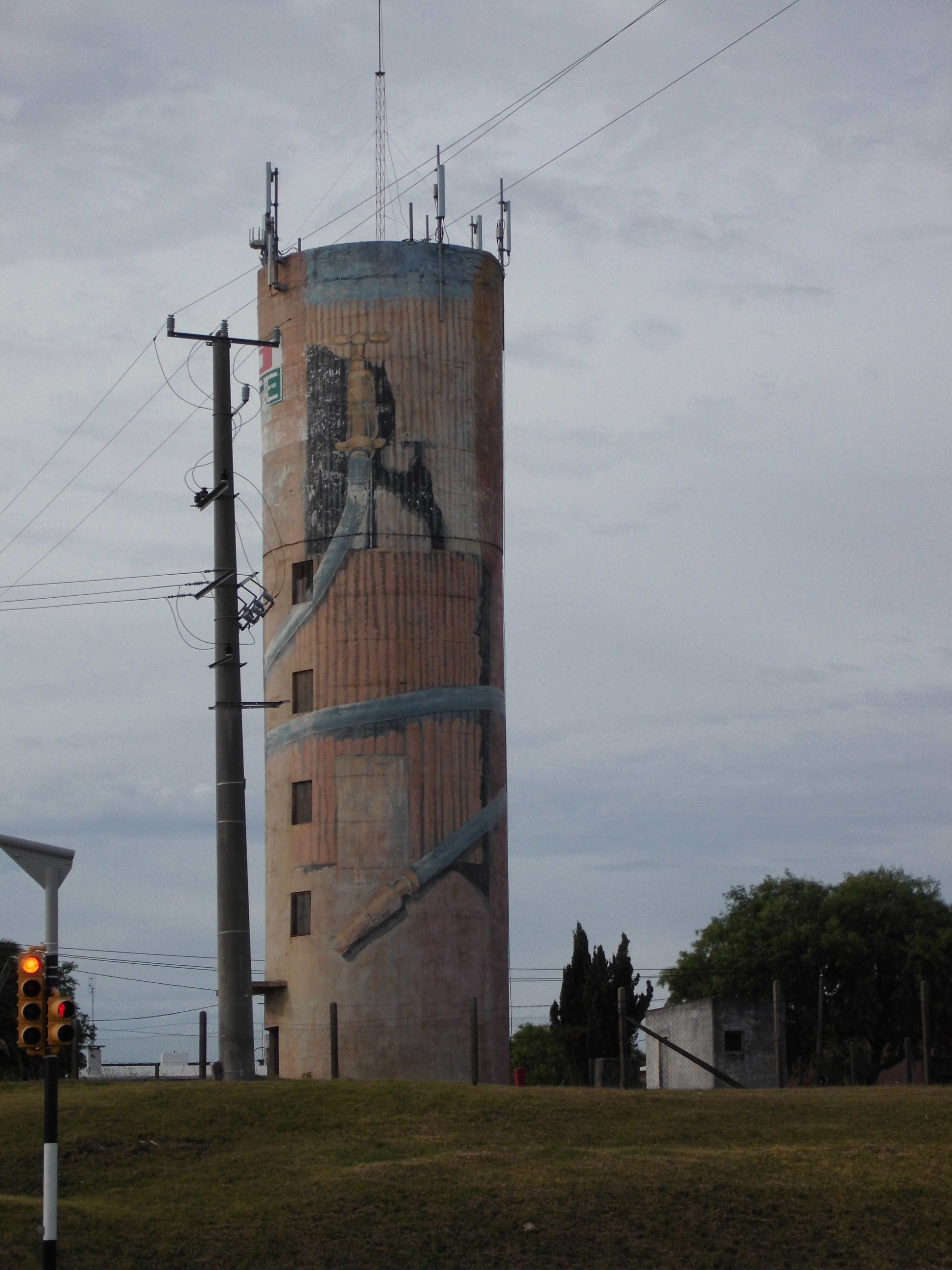
Tanque de agua de OSE, Empalme Olmos

Empalme Olmos cuenta con los siguientes servicios y oficinas públicas: Policlínicas de la Administración de los Servicios de Salud del Estado, sociedades médicas privadas; sucursal de Correos del Uruguay; telecentro de ANTEL, agencia del Banco de Seguros del Estado, Escuela Pública Nº114 y Liceo de Empalme Olmos (ciclo básico y bachillerato en casi todas sus orientaciones), además de centro privados de enseñanza (colegio y jardines), a nivel de oficinas públicas cuenta con la Alcaldía del Municipio de Empalme Olmos, sede del gobierno local.

## Instituciones locales
Entre las instituciones sociales locales se destacan la Asociación Pro Fomento de Empalme Olmos, fundada en 2002 con el fin de promover a la localidad y mejorar la calidad de vida de sus habitantes; el Club Uruguayo del Este, fundado el 13 de julio de 1915, con una sala teatral y amplias instalaciones; el Ferrocarrilero Fútbol Club fundado el 1 de julio de 1924; el Club Unión de Baby Fútbol; el Centro Social Empalme Olmos y el Club Las Acacias, entre otras.

### Deporte
Es una constante de los domingos el fútbol en canchas del Ferrocarrilero Fútbol Club y en las del Club Unión, ambos equipos con una larga historia de logros locales y regionales. Además, han aportado una interesante nómina de jugadores a los equipos capitalinos. 
El club de básquetbol Empalme Olmos Básquetbol entrena en las instalaciones del Club Social Uruguayo del Este y se adjudicó los torneos Clausura 2016, Apertura 2017, Clausura 2017 y Apertura 2018 de la Liga Canaria de Basquetbol Amateur.

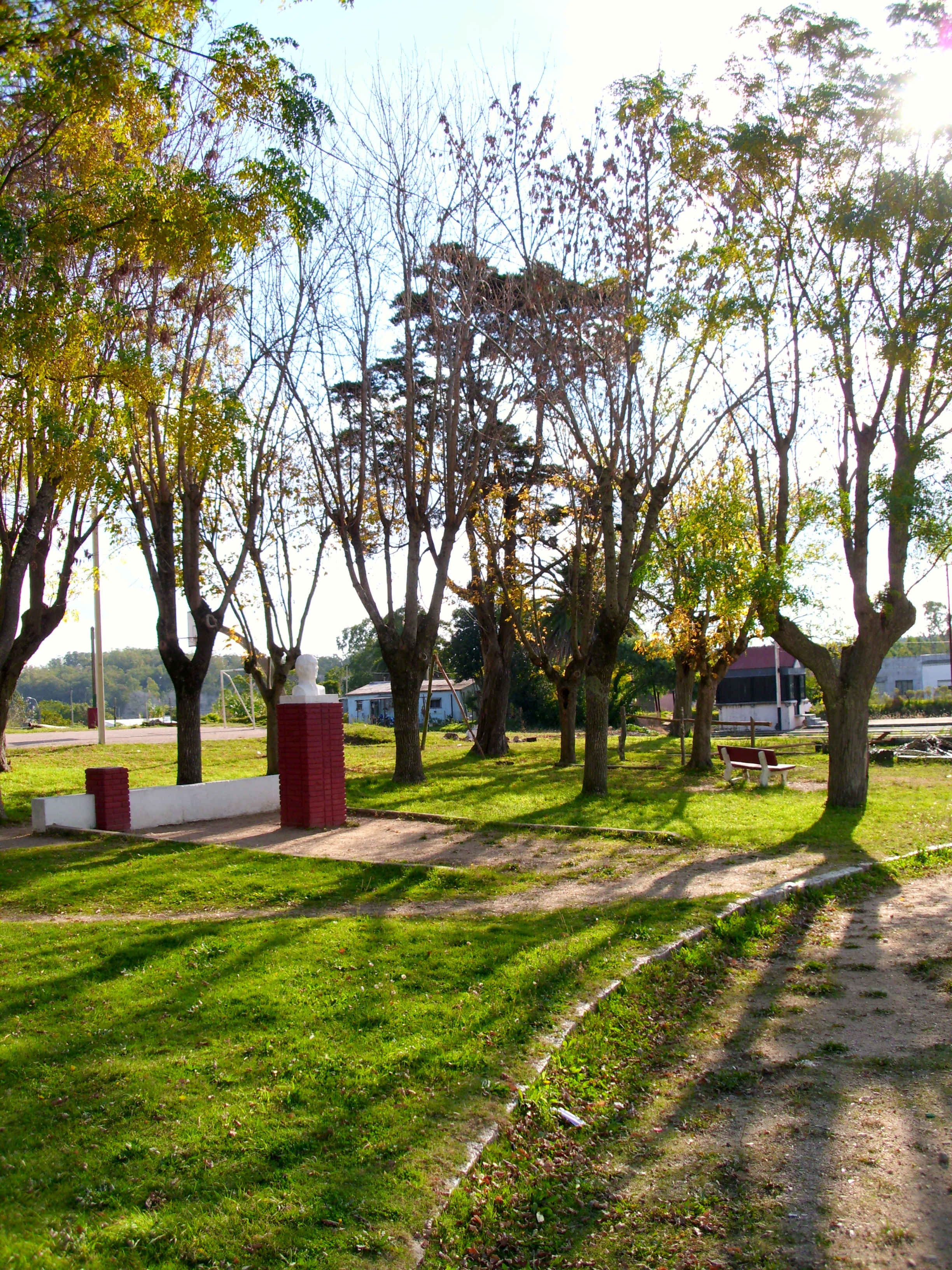
Plaza 30 de noviembre ubicada próximo a la Estación Sudriers.

### Ferrocarril
Empalme Olmos es el punto de bifurcación de las líneas de ferrocarril a Minas y Rocha (esta última actualmente clausurada).  El servicio de trenes de pasajeros que unía a la localidad de Empalme Olmos con la ciudad de Montevideo, había sido restablecido el 15 de diciembre de 2005, sin embargo a fines de mayo de 2012 este servicio fue suspendido.
Y el 28 de septiembre del 2018 se reanuda el servicio de pasajeros. Sin embargo, con solo una frecuencia diaria más el inicio de las obras del proyecto Ferrocarril Central en 2019, se volvió a clausurar la línea ya que el ramal Montevideo-Rivera, de donde nace el ramal a Olmos, se encuentra en proceso de reconostrucción.

### Buses
También existe servicio de buses de pasajeros que unen la localidad con diversas regiones del departamento, en especial con Pando, la ciudad cercana más importante.

### Carreteras
Empalme Olmos está conectada a través de las siguientes rutas nacionales:
- Ruta 8, con las ciudades de Pando, Montevideo, Minas y el noreste de Uruguay.
- Ruta 82, atraviesa la localidad con el nombre de Avenida Dr Luis A. de Herrera y la conecta con las rutas 8, 7 y 11.
- Ruta 34, con las ruta Interbalnearia y la 87 que lleva a Salinas.

## Controversias

### Gestión de residuos en Cañada Grande
El cierre paulatino de varios vertederos de Canelones, implicó que la disposición final de residuos se concentró en el sitio de Cañada Grande desde 1993. Ese lugar era una vieja cantera, por lo que no contaba con las condiciones para ser un relleno sanitario. El sitio se encuentra ubicado cerca de la Ruta 8 a la altura del kilómetro 39.500 (Empalme Olmos) y fue acondicionado en las anteriores administraciones, ordenando prácticas históricas que incluían la quema de residuos. El sitio de disposición final generó malestar entre los vecinos por el mal olor, contaminación de pozos de agua y el abandono de perros que formaban jaurías que atacaban a las granjas vecinas. En 2021 se puso en funcionamiento una planta de compostaje de residuos sólidos orgánicos en el mismo predio. El 24 de febrero de 2024 la Intendencia de Canelones y el Ministerio de Ambiente firmaron un convenio con el objetivo de dar inicio al proceso de clausura del sitio de disposición final de residuos Cañada Grande. Este acuerdo fue parte de las acciones definidas en el Plan Nacional de Gestión de Residuos que establece el camino para una mejora en la gestión de residuos.
Para sustituir el sitio de disposición final la compañía Morseloy Corporation S.A., propiedad de José Andrés Guichón, empresario y director del Parque Industrial Olmos, en junio de 2023 presentó ante el Ministerio de Ambiente los informes de viabilidad ambiental de localización de dos proyectos. Uno consiste en la construcción y operación de una planta de valorización de residuos domiciliarios  y el otro es la construcción de un relleno sanitario para la disposición final de residuos. El predio en el que se estima llevar a cabo ambas instalaciones consta de 93 hectáreas, a un kilómetro del sitio Cañada Grande, y de concretarse el plan, ambas construcciones funcionarán a cargo de la empresa privada durante 20 años.
Desde 2023, fecha en que se dio a conocer el proyecto, vecinos y vecinas de la zona donde pretende instalarse el basurero se organizaron para denunciar que los documentos presentados por Morseloy ante el Ministerio de Ambiente tienen errores y que no se consideraron las afectaciones a la salud socioambiental y económica de la comunidad.
Un informe de la Facultad de Ciencias concluye que el lugar elegido no es el adecuado para una planta de este tipo. El informe establece que la instalación de relleno sanitario no se considera adecuada, por la geología de la zona y porque el curso de agua superficial que puede verse directamente afectado por dicho emprendimiento es el Arroyo Pando, el cual tiene una toma de agua para abastecimiento a poblaciones situada aguas abajo del predio a afectar. El trabajo añade que no se realizó un estudio de percepción social con profesionales capacitados en el tema. Por lo tanto, no existe manera de afirmar que haya aceptación social para este emprendimiento.  Según las técnicas de Facultad de Ciencias el  artículo 36 del decreto 30/2020 establece que los sitios de disposición final de residuos sólidos deberán estar a una distancia mínima de 200 metros de cuerpos de agua superficiales. En el caso de este proyecto, la firma propone una ubicación con un buffer de 200 metros al curso de agua, el arroyo Pando. Más allá de que la propuesta cumpla con el criterio de exclusión, es de destacar que este curso de agua posee dos represas y una toma de agua, situadas aguas abajo del predio. Esta toma de agua se verá seriamente comprometida, dado que disminuirá la calidad de agua del arroyo Pando según las expertas.
El 17 de junio de 2025, la Junta Departamental de Canelones aprobó por mayoría el proyecto de la empresa Morseloy Corporation S.A.